# Sumber Sari (Kaba Wetan)
Sumber Sari is een bestuurslaag in het regentschap Kepahiang van de provincie Bengkulu, Indonesië. Sumber Sari telt 721 inwoners (volkstelling 2010).